# Metaphya tillyardi
Metaphya tillyardi är en trollsländeart som beskrevs av Friedrich Ris 1913. Metaphya tillyardi ingår i släktet Metaphya och familjen skimmertrollsländor. IUCN kategoriserar arten globalt som livskraftig. Inga underarter finns listade i Catalogue of Life.